# Монтелибано
Монтелибано (исп. Montelíbano) — город и муниципалитет на севере Колумбии, на территории департамента Кордова.

## История
Поселение, из которого позднее вырос город, было основано 2 января 1907 года. Муниципалитет Монтелибано был выделен в отдельную административную единицу в 1953 году.

## Географическое положение
Город расположен в юго-восточной части департамента, в пределах Прикарибской низменности, на правом берегу реки Сан-Хорхе, на расстоянии приблизительно 95 километров к юго-востоку от города Монтерии, административного центра департамента. Абсолютная высота — 46 метров над уровнем моря.
Муниципалитет Монтелибано граничит на севере с территориями муниципалитетов Планета-Рика и Буэнависта, на северо-востоке — с муниципалитетом Ла-Апартада, на юго-востоке — с муниципалитетами Сан-Хосе-де-Уре и Пуэрто-Либертадор, на западе и северо-западе — с муниципалитетом Тьерральта, на востоке и юге — с территорией департамента Антьокия. Площадь муниципалитета составляет 1899 км².

## Население
По данным Национального административного департамента статистики Колумбии, совокупная численность населения города и муниципалитета в 2015 году составляла 81 341 человек.
Динамика численности населения муниципалитета по годам:
| 2005   | 2006   | 2007   | 2008   | 2009   | 2010   | 2011   | 2012   | 2013   | 2014   | 2015   |
| ------ | ------ | ------ | ------ | ------ | ------ | ------ | ------ | ------ | ------ | ------ |
| 73 247 | 74 856 | 76 504 | 69 300 | 70 920 | 72 565 | 74 284 | 76 010 | 77 770 | 79 543 | 81 341 |

Согласно данным переписи 2005 года мужчины составляли 49,8 % от населения Монтелибано, женщины — соответственно 50,2 %. В расовом отношении белые и метисы составляли 78,1 % от населения города; негры, мулаты и райсальцы — 18,9 %, индейцы — 3 %.
Уровень грамотности среди всего населения составлял 83,7 %.

## Экономика
Основу экономики Монтелибано составляют: добыча полезных ископаемых (золота, серебра, платины, никеля и угля), сельское хозяйство и рыболовство.
56,8 % от общего числа городских и муниципальных предприятий составляют предприятия торговой сферы, 35,8 % — предприятия сферы обслуживания, 7,1 % — промышленные предприятия, 0,3 % — предприятия иных отраслей экономики.